# 伊东玄朴
伊东玄朴（日语：／ Itō Genboku，1801年2月11日—1871年2月22日），日本江户时代末期至明治时代的医生。他在菲利普·法蘭茲·馮·西博德门下学习西方医学。他在1826年建学校传授西方科学，培养很多学者和医生。1858年，成为江户幕府奥医师，专门为将军家族看病。他在江户设立接种中心，是日本首位使用天花疫苗的医生。